# Zbrodnia w Piskorowicach
Zbrodnia w Piskorowicach – zbrodnia na ukraińskiej ludności wsi Piskorowice przeprowadzona 18 kwietnia 1945 r. przez oddział Narodowego Zjednoczenia Wojskowego pod dowództwem Józefa Zadzierskiego „Wołyniaka”. Traktowana jest jako zbrodnia odwetowa za dokonaną dzień wcześniej masakrę w Wiązownicy, czemu jednak przeciwstawia się Mariusz Zajączkowski, wskazując na fakt iż obie miejscowości dzieli zbyt duża odległość, a także zbyt krótki czas między zakończeniem akcji UPA w Wiązownicy, a rozpoczęciem przygotowań NZW do akcji w Piskorowicach.

## Polsko-ukraińskie antagonizmy w rejonie

### Okres IX 1939 – VII 1944
Do 1945 Piskorowice były wsią zamieszkałą głównie przez Ukraińców. W 1921 było tu 2048 mieszkańców wyznania greckokatolickiego, 337 rzymskokatolickiego i 76 mojżeszowego. Od czasów II RP w Piskorowicach i okolicy narastał konflikt polsko-ukraiński. 
W okresie międzywojennym władze polskie ograniczały Ukraińcom możliwość rozwoju gospodarczego, kulturalnego i edukacyjnego. Wydawano zakazy działalności ukraińskim towarzystwom kulturalnym, gospodarczym i sportowym oraz zamykano nieliczne ukraińskie szkoły. W Leżajsku i okolicy zakazano działalności „Proświty”. W Dębnie administracja polska rozwiązała Towarzystwo „Sokił”, Towarzystwo Sportowe „Ług”, Rejonową Mleczarnię oraz zlikwidowała ukraińską szkołę (ponad 80% mieszkańców wsi stanowili Ukraińcy). W Leżajsku zamknięto i zapieczętowano „Narodnyj Dim”. W Ożannie wójt gminy wszelkimi sposobami zwalczał jakiekolwiek przejawy odrębności narodowej Ukraińców, starał się nawet zaangażować od tego celu ukraińskich moskalofilów. W Kuryłówce miejscowa nauczycielka wprowadzała w czasie nabożeństw do cerkwi polskie dzieci i kazała im śpiewać „Boże, coś Polskę”. W wyniku powstałego konfliktu tutejszy greckokatolicki ksiądz Teodor Góra został zmuszony do opuszczenia Kuryłówki. 
W czasie okupacji, niemieckie władze Generalnego Gubernatorstwa wyraźnie sprzyjały rozwojowi ukraińskiego życia narodowego, oświatowego i szkolnictwa. Uzyskane wówczas przez Ukraińców uprawnienia znacznie przewyższały te, które posiadali za czasów II RP. Równocześnie okupant ograniczał prawa Polaków. Mieszkańcom obrządku łacińskiego utrudniano praktyki religijne, wyznaczając w niedziele i święta prace przymusowe. Ponadto na potrzeby wojska i policji Niemcy zajęli większą część „polskiej” plebanii. Przed 1939 funkcjonowały w Piskorowicach tylko polskie szkoły – jedna w centrum wsi i druga w przysiółku Chałupki. Pomimo tego, że Ukraińcy stanowili 80% mieszkańców, nie było tu szkoły z językiem ukraińskim. Jesienią 1939 r. Niemcy zlikwidowali szkołę w Chałupkach i ulokowali tam siedzibę Grenzschutzu. W drugiej szkole utworzono, obok istniejących dotychczas wyłącznie klas z polskim językiem wykładowym, również klasy dla dzieci ukraińskich, w których nauka były prowadzona w języku ukraińskim. Dzięki zniesieniu przez Niemców ograniczeń stosowanych wobec Ukraińców w okresie II RP, w krótkim czasie nastąpił szybki rozwój ukraińskiego szkolnictwa i życia gospodarczego.
Rozgoryczenie Polaków klęską wrześniową oraz polityką okupanta faworyzującą Ukraińców spowodowały narastanie wzajemnej niechęci. Wpływ na wzrost antagonizmów miało również przybycie do Leżajska nielicznej, ale wykształconej grupy Ukraińców, w tym niektórych o poglądach nacjonalistycznych, którzy uciekli spod okupacji sowieckiej. Osoby te znacznie wzmocniły ukraińskie środowisko inteligenckie w mieście, niektóre z nich objęły eksponowane stanowiska. W urzędach wprowadzono język ukraiński, który był w nich używany na równych prawach z językiem polskim. Znacznie wzrosła też w porównaniu z okresem międzywojennym narodowa aktywność Ukraińców. Organizowano obchody rocznic związanych z bohaterami narodowymi i twórcami kultury ukraińskiej. Działania te wzbudzały niechęć u części Polaków, co też skwapliwie podsycał okupant.
Na przełomie 1939/1940 we wsi została uformowana komórka OUN. Na jej czele stanął Iwan Mołodij, a jego współpracownikami byli m.in. Mychajło Kurtiak, Iwan Pucyło, Iwan Wołczasty i Wasyl Wołoszyn. Konsekwencje członkostwa Mołodija w OUN były tragiczne. 28 marca 1945 r. przybyli do jego domu poszukujący go polscy partyzanci „Wołyniaka”. Zastali tam leżącą w łóżku, liczącą 73 lata jego matkę. Ponieważ nie potrafiła powiedzieć gdzie znajduje się syn, została zastrzelona. Zabito również jego braci. Jesienią 1941 r. w Tarnogrodzie ukraińscy nacjonaliści za zezwoleniem władz niemieckich utworzyli jednostkę policyjną od nazwiska twórcy nazwaną darmochwalcami. Uczestniczyli oni w szeregu akcji pacyfikacyjnych na terenie powiatu biłgorajskiego oraz w obławach na ukrywających się Żydów. Udokumentowany jest udział tej bojówki w pacyfikacjach Szarajówki, Majdanu Sieniawskiego, Dąbrówki, Potoku Górnego i Zagródek.
Pierwszy oddział UPA pojawił się w zachodniej części lasów sieniawskich na początku 1945, wcześniej ukraińska partyzantka nie działała w okolicach Piskorowic. Funkcjonowała tu natomiast partyzantka polska - od 1942 oddział NOW Franciszka Przysiężniaka „Ojca Jana”, a od początku 1944 również Józefa Zadzierskiego „Wołyniaka”. Przeprowadzili oni szereg napadów na posterunki policji ukraińskiej m.in. w Potoku Górnym i Księżpolu. Często w czasie takich akcji policjanci byli rozstrzeliwani. Zdarzało się, że partyzanci wchodzili do posterunków przebrani w mundury niemieckie i opanowywali je bez jednego wystrzału. Tak było w Cieplicach, gdzie zabranych z posterunku ukraińskich policjantów przywieziono na cmentarz do Ożanny i tam rozstrzelano. Podobnie było w czasie akcji na niemiecko-ukraiński posterunek policji w Obszy z tym, że Niemców wypuszczono, a rozstrzelano tylko Ukraińców.
Żywność i odzież partyzanci zdobywali, przeprowadzając konfiskaty we wsiach ukraińskich (u „Wołyniaka” nazywano to „wyprawami na Ukrainę”), oraz rzadziej w gospodarstwach niemieckich. Wiosną 1944 „Wołyniak” przeprowadził kilkutygodniową akcję pacyfikowania ukraińskich wsi w okolicach Sieniawy. Akcje były przeprowadzane w nocy. 14 stycznia 1945 jego oddział otoczył cerkiew w Kulnie i po Świętej Liturgii przeprowadził akcję, w trakcie której rabowano wychodzącym Ukraińcom odzież i pieniądze. Na początku 1945 r. oddział dokonał pacyfikacji ukraińskich wsi Ożanna, Dąbrowica, Rzuchów i Cieplice. Zdarzało się też, ze partyzanci udając się na urlop dokonywali „prywatnych” napadów na własne potrzeby. Po jednej z takich akcji grupa partyzantów NOW „Ojca Jana” urządziła w Kamionce Górnej libację, zakończoną strzelaniną. Dopiero przybyła na miejsce grupa akowców otoczyła dom i rozbroiła pijanych partyzantów. O akcjach skierowanych przeciwko ludności cywilnej informowano z oburzeniem Komendanta Okręgowego SCh-BCh „Zawoję” – Narcyza Wiatra, zwłaszcza o czynionych przez oddział „Ojca Jana” pospolitych rabunkach na ludności ukraińskiej.
Działania te wzmagały w społeczności ukraińskiej wrogość do Polaków, zwłaszcza że w trakcie partyzanckich akcji ginęła także ukraińska ludność cywilna. Jak zauważa J. Półćwiartek, coraz częściej poczynania „Wołyniaka” przybierały charakter masowych i bezwzględnych represji wobec Ukraińców. Nakładała się na to działalność różnego rodzaju band rabunkowych (np. Józefa Owsika z Leżajska), które również grabiły i mordowały ludność ukraińską. Z rąk oddziału „Wołyniaka” i band rabunkowych zginęli m.in. mieszkańcy: Rudki, Cewkowa, Dobrej, Dobczy, Kuryłówki, Cieplic, Ożanny, Dąbrówki, Leżajska, Dąbrowicy, Kulna, Wołczastego, Lechman.
Niemcy, zwalczając polską partyzantkę, angażowali do tego celu posterunki ukraińskiej policji oraz polskiej policji granatowej. Według T. Berezy z rąk ukraińskiej policji w okresie od czerwca do lipca 1944 zginęło w okolicy Piskorowic co najmniej 13 osób. Część Polaków musiała się ukrywać, np. ks. Jan Poręba, proboszcz z Piskorowic.

### Okres VII 1944 – IV 1945
Po wkroczeniu Armii Czerwonej 28 lipca 1944 sołtys Stepan Szykuła na rozkaz Sowietów utworzył ochronę promu na Sanie, w skład której weszli byli członkowie samoobrony. Grupa ta została następnie przekształcona w miejscową milicję MO, jej głównym zadaniem była ochrona mieszkańców Piskorowic. Na przełomie lata i jesieni 1944 posterunki MO z Cieplic, Majdanu Sieniawskiego i Sieniawy rozpoczęły aresztowanie Ukraińców podejrzewanych o członkostwo w oddziałach policyjnych. Pod koniec 1944 do Piskorowic przybył Mykoła Wynnyczuk, ps. „Kornijczuk” (referent organizacyjny OUN na powiat jarosławski) i przeprowadził akcje werbunkową do oddziałów ukraińskiego podziemia. W jej wyniku oddział SB-OUN Myrosława Kusznira „Łunia” i SKW „Chwyla” zasiliło kilkanaście osób. W lasach sieniawskich oddziały te zamordowały i obrabowały 3 leśników. W nocy z 9/10 stycznia na terenie Piskorowic patrol AK „Mewy” zatrzymał i zastrzelił czterdziestoletniego mieszkańca wsi Wasyla Bliszcza, u którego znaleziono pistolet (według T. Berezy członka UPA o pseudonimie „Szpak”). 10 stycznia 1945 postrzelony został ks. Poręba.
W połowie marca 1945 do wsi przybył oddział UPA i urządził wiec, na którym zakazano zapisywać się na listy repatriacyjne do USRR, a także werbowano mieszkańców do oddziałów. 23 marca około 100-osobowy oddział „Wołyniaka” otoczył wieś z zamiarem utworzenia w niej podległego „Wołyniakowi” posterunku. Zastrzelono kilku milicjantów z miejscowego posterunku MO i w jego miejsce utworzono placówkę-posterunek NOW pod dowództwem Józefa Krawczyka ps. „Kudłaty”, byłego akowca i członka oddziału „Wołyniaka”. W następnych dniach grupa „Kudłatego” zastrzeliła kilka osób z rodzin byłych policjantów Ukraińskiej Policji Pomocniczej.
Pod koniec marca kureń UPA Iwana Szpontaka „Zalizniaka” przystąpił do ofensywy przeciwko Polakom, uderzając w nocy z 27/28 marca na 18 posterunków MO w powiecie lubaczowskim. Rozbito większość placówek milicji w rejonie Lasów Sieniawskich (m.in. posterunki w Cewkowie i Starym Dzikowie). Celem ataków była nie tylko polska administracja, ale i ludność cywilna. Spowodowało to reakcję strony polskiej – pomiędzy 10 a 14 kwietnia, w wyniku walk pomiędzy UPA, a współdziałającymi oddziałami NOW, MO, i poakowskiej samoobrony zginęło ok. po 50 osób po obu stronach. Polakom nie udało się wyprzeć UPA z Lasów Sieniawskich.
17 kwietnia wczesnym ranem na rozkaz przełożonych „Zalizniak” przeprowadził akcję na polską wieś Wiązownica. O świcie (gdy warty samoobrony opuściły stanowiska) oddziały UPA (sotnie „Bałaja” i „Szuma”) wspomagane przez ukraińskich chłopów z SKW zaatakowały wieś od strony Sanu, gdzie był folwark, oraz od strony lasu. Napastnicy przystąpili do podpalania zabudowań oraz mordowania napotkanych mieszkańców. Jednocześnie trwał rabunek mienia, które było ładowane na wozy oraz zwierząt gospodarskich (konie, krowy). Atak spotkał się z odporem samoobrony wsi poderwanej do walki przez ks. Józefa Misia oraz plutonu Ludowego Wojska Polskiego stacjonującego w folwarku. Ponadto na pomoc obrońcom przybył oddział NSZ „Radwana” z Piwody i samoobrona z Szówska. Walki trwały 5 godzin. Zginęło około 100 Polaków, w tym w walce 4 żołnierzy WP oraz kilku członków samoobrony; pozostałe ofiary to ludność cywilna. Według wspomnień świadków zginęło 13-17 napastników. Spaliło się 165 zagród, tj. około połowa budynków we wsi; 21 osób zostało rannych.
W związku z wydarzeniami w Wiązownicy, jeszcze tego samego dnia dowództwo NOW podjęło decyzję o odwetowym ataku na Piskorowice, mając na względzie strategiczne położenie wsi i duże skupisko ukraińskiej ludności sprzyjającej OUN.

## Przebieg zbrodni
Od 10 kwietnia 1945 r. w Piskorowicach urzędowała komisja przesiedleńcza. 17 kwietnia około godziny 19 patrol NOW, przebrany w mundury WP, pod dowództwem „Wołyniaka” podającego się za komendanta MO z Leżajska uzyskał zgodę na aresztowania 6 „banderowców”. Późnym wieczorem w Tarnawcu nastąpiła koncentracja oddziałów NOW, Wołyniak poinformował zgromadzonych, że akcja będzie wymierzona przeciw UPA. W nocy z 17 na 18 kwietnia oddziały NOW otoczyły wieś. Część oddziału z Wołyniakiem na czele ruszyła w kierunku kościoła. Tam wydzielono patrole, które obsadziły ważniejsze punkty. Pozostałe siły skierowały się pod szkołę i gospodarstwo byłego policjanta Szykuły. Wysadzenie jego domu było sygnałem do akcji pacyfikacyjnej.
W szkole, w której zgromadzili się kilka dni wcześniej mieszkańcy Piskorowic i okolicznych wsi, oczekując na wysiedlenie do USRR, przebywała komisja wysiedleńcza. Została zmuszona do opuszczenia Piskorowic wraz z ochroną (15 czerwonoarmistów). Większość osób w szkole została zastrzelona, wśród zabitych były kobiety i dzieci. W tym samym czasie na terenie wsi likwidowano pozostałych Ukraińców. Część osób zginęła w wyniku samowoli uczestników ataku lub w trakcie ucieczki z wioski z rąk członków otaczającego wieś kordonu. Ciała pochowano w różnych miejscach na terenie i w okolicach wsi, a inne pozostały tam, gdzie dosięgły ich kule (te, których nie odnaleziono bezpośrednio po zbrodni) lub zostały przez morderców wrzucone do Sanu.
Zdaniem dr. Berezy, cechą charakterystyczną tej zbrodni jest pokrewieństwo większej części ofiar z członkami dywizji SS „Galizien”, SKW, UPA, OUN-SB i bojówek ukraińskich. Zdaniem historyka IPN pozwala to formułować tezę, że większość ofiar akcji „Wołyniaka” znajdowała się na wcześniej sporządzonych listach proskrypcyjnych i zastosowano wobec nich odpowiedzialność zbiorową. Zdaniem tego samego badacza zbrodnia nie miała charakteru czystki etnicznej, tylko zemsty i wymierzenia fałszywie pojmowanej „sprawiedliwości” wobec spodziewanego wyjazdu rodzin do ZSRR. 
Z kolei Grzegorz Motyka i Mariusz Zajączkowski wskazują na pacyfikacyjny charakter tej akcji, zmierzającej do eliminacji niechcianych obywateli Rzeczypospolitej. Według tego ostatniego, „partyzanci NZW zastosowali (…) zasadę odpowiedzialności zbiorowej zarówno wobec rodzin osób zaangażowanych, ewentualnie posądzanych o działalność w ukraińskim podziemiu lub sympatyzowanie z nim, jak również zupełnie niewinnych. Większość ofiar zginęła w masowym mordzie tylko za sam fakt bycia Ukraińcami”.

## Dalsze zbrodnie
Wykorzystując sytuację w Piskorowicach, „Kudłaty”, po odejściu oddziału „Wołyniaka”, wraz z kilkuosobową grupą zaczął rabować wioskę i okoliczne przysiółki, dopuszczając się przy tym kolejnych zabójstw. Uzyskane mienie sprzedawał w miejscowościach na lewym brzegu Sanu. Uzyskane pieniądze lokował w złoto oraz w zakup budynków mieszkalnych. Całą działalność przedstawiał przełożonym jako akcje rewizyjne. Jego grupa nie wzięła udziału w bitwie pod Kuryłówką, ponieważ w tym czasie była zajęta rabowaniem bydła Ukraińcom z Cieplic.
7 sierpnia 1945 r. grupa „Kudłatego” napadła na dwie mieszkające w Rzuchowie i Piskorowicach rodziny: polską i ukraińską. Zginęło około 9 osób. Dwa dni później „Kudłaty” został zastrzelony w obławie przez UB i MO.
Przerwaną przez napad NOW akcję przesiedleńczą wznowiono jeszcze wiosną 1945. Do 15 listopada z Piskorowic wyjechało ogółem około 1367 osób. Opustoszała wieś była grabiona przez okolicznych mieszkańców. W nocy z 5 na 6 listopada sotnia Iwana Szymańskiego „Szuma” spaliła Piskorowice. Ostatni pozostali mieszkańcy (65 osób) zostali wywiezieni podczas Akcji „Wisła”.

## Ustalenie liczby ofiar
Śledztwo w sprawie zbrodni w Piskorowicach (sygn. S 75/06/Zi), prowadzone od roku 2006 przez prokuratorów rzeszowskiego oddziału IPN zostało umorzone 2010 r. (z powodu śmierci lub nieustalenia sprawców oraz nieustalenia bliższych okoliczności przestępstw). W toku postępowania nie ustalono ostatecznej liczby zabitych osób wiosną 1945 r. w Piskorowicach. Z Komendy Powiatowej Policji w Leżajsku uzyskano listę obejmującą 178 ofiar. Jeden z przesłuchanych świadków zeznał, iż uzyskał informację, że w szkole w Piskorowicach śmierć poniosły 172 osoby, inny ze świadków stwierdził, że mówiono, że 17 kwietnia 1945 r. w szkole tej przebywało około 300 osób. Ponadto świadek ten przedłożył w trakcie przesłuchania listę ofiar w Piskorowicach obejmującą 106 osób. Biorąc pod uwagę przedstawione okoliczności w zakresie zaistnienia zbrodni, liczby ofiar oraz ich danych osobowych nie należy traktować jako ostateczne.
Pracownik Biura Edukacji Publicznej IPN dr Tomasz Bereza, na podstawie zeznań złożonych przez członków NOW biorących udział w zabójstwie Ukraińców w Piskorowicach, informacji PUBP w Jarosławiu z 1949 r., meldunku jarosławskiej KPMO z 20 kwietnia 1945, wpisu w kronice szkoły i kronice parafii rzymskokatolickiej w Piskorowicach, ustalił, że w wyniku samej akcji 18 kwietnia zginęło 120 osób (w tym 100 na terenie szkoły). Liczba ofiar późniejszych zabójstw oddziałów NOW wynosi kilkadziesiąt osób. Dr Bereza sporządził imienną listę ofiar, na której znajdują się 173 osoby.

### Wcześniejsze szacunki ofiar

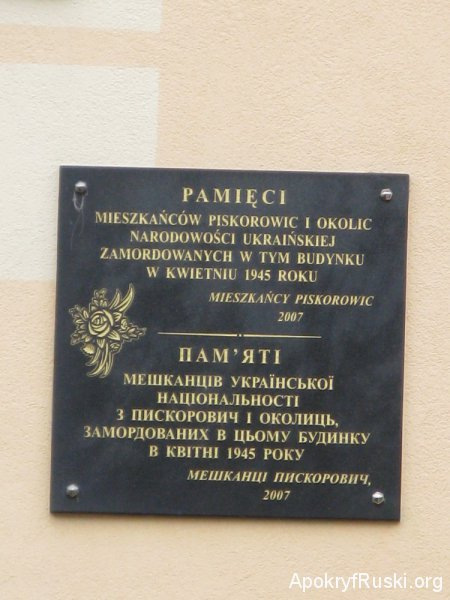
Tablica na budynku szkoły w Piskorowicach upamiętniająca zamordowanych mieszkańców narodowości ukraińskiej

- Wiesław Szota, Antoni Szcześniak (1973 r.): 300 osób
- ks. Władysław Piętowski (1988 r.): 350 osób
- Diaspora ukraińska, księga pamiątkowa – „Jarosławszczyna i Zasiannia 1031–1947” (1986 r.): 900–1344 Ukraińców (w tym 358 osób miało zginąć 18 kwietnia 1945 r.). Na załączonej liście ofiar figuruje jedynie 106 osób.

## Upamiętnienie ofiar
Na cmentarzu w Piskorowicach znajduje się zbiorowa mogiła. Pod krzyżem są tablice w języku polskim i ukraińskim z napisem „Miasto smutku – 700 zabitych Ukraińców”. 2 grudnia 2007 r. na budynku szkoły odsłonięto tablicę pamiątkową, o treści: „Pamięci mieszkańców Piskorowic i okolic narodowości ukraińskiej zamordowanym w tym budynku w kwietniu 1945 roku. Mieszkańcy Piskorowic”.